# Federica di Sassonia-Gotha-Altenburg (1675-1709)
Federica di Sassonia-Gotha-Altenburg (Gotha, 24 marzo 1675 – Karlsbad, 28 maggio 1709) era figlia del duca Federico I di Sassonia-Gotha-Altenburg (1646–1691), e della sua prima moglie Maddalena Sibilla (1648–1681), figlia del duca Augusto di Sassonia-Weissenfels.

## Biografia
Dopo la morte del padre, avvenuta nel 1691, Federica visse con la matrigna Cristina (1645–1705), nella residenza vedovile di costei, il castello di Altenburg. Dopo che suo fratello Federico venne dichiarato maggiorenne nel 1693 ed assunse le redini del ducato, egli riportò Federica nella corte di Gotha, dove visse fino al suo matrimonio, sostenendo il fratello nella sua azione di governo.
Federica sposò a Zerbst, il 25 maggio 1702, il futuro principe di Anhalt-Zerbst Giovanni Augusto (1677–1742). Essa divenne un consigliere importante anche per suo marito, che in suo onore costruì, nel 1704, una residenza di campagna a Badetz, cui diede il nome di Friederikenberg.
Questo matrimonio apparentemente felice terminò dopo sette anni con la morte di Federica. Dal matrimonio non nacque alcun figlio.

## Ascendenza
|                                           |                                |                                           | Genitori                                |  |  | Nonni |  |  | Bisnonni                    |  |  | Trisnonni                             |  |
|                                           |                                |                                           |                                         |  |  |       |  |  | Giovanni di Sassonia-Weimar |  |  | Giovanni Guglielmo di Sassonia-Weimar |  |
|                                           |                                |                                           |                                         |  |  |       |  |  | Giovanni di Sassonia-Weimar |  |  | Giovanni Guglielmo di Sassonia-Weimar |  |
|                                           |                                | Dorotea Susanna di Wittelsbach-Simmern    |                                         |  |  |       |  |  | Giovanni di Sassonia-Weimar |  |  |                                       |  |
| Ernesto I di Sassonia-Gotha-Altenburg     |                                |                                           |                                         |  |  |       |  |  | Giovanni di Sassonia-Weimar |  |  |                                       |  |
|                                           |                                | Dorotea Maria di Anhalt                   | Gioacchino Ernesto di Anhalt            |  |  |       |  |  |                             |  |  |                                       |  |
|                                           |                                | Dorotea Maria di Anhalt                   | Gioacchino Ernesto di Anhalt            |  |  |       |  |  |                             |  |  |                                       |  |
|                                           |                                | Dorotea Maria di Anhalt                   | Eleonora di Württemberg                 |  |  |       |  |  |                             |  |  |                                       |  |
| Federico I di Sassonia-Gotha-Altenburg    |                                | Dorotea Maria di Anhalt                   |                                         |  |  |       |  |  |                             |  |  |                                       |  |
|                                           |                                | Giovanni Filippo di Sassonia-Altenburg    | Federico Guglielmo I di Sassonia-Weimar |  |  |       |  |  |                             |  |  |                                       |  |
|                                           |                                | Giovanni Filippo di Sassonia-Altenburg    | Federico Guglielmo I di Sassonia-Weimar |  |  |       |  |  |                             |  |  |                                       |  |
|                                           |                                | Giovanni Filippo di Sassonia-Altenburg    | Anna Maria del Palatinato-Neuburg       |  |  |       |  |  |                             |  |  |                                       |  |
| Elisabetta Sofia di Sassonia-Altenburg    |                                | Giovanni Filippo di Sassonia-Altenburg    |                                         |  |  |       |  |  |                             |  |  |                                       |  |
|                                           |                                | Elisabetta di Brunswick-Wolfenbüttel      | Enrico Giulio di Brunswick-Lüneburg     |  |  |       |  |  |                             |  |  |                                       |  |
|                                           |                                | Elisabetta di Brunswick-Wolfenbüttel      | Enrico Giulio di Brunswick-Lüneburg     |  |  |       |  |  |                             |  |  |                                       |  |
|                                           |                                | Elisabetta di Brunswick-Wolfenbüttel      | Elisabetta di Danimarca                 |  |  |       |  |  |                             |  |  |                                       |  |
| Federica di Sassonia-Gotha-Altenburg      |                                | Elisabetta di Brunswick-Wolfenbüttel      |                                         |  |  |       |  |  |                             |  |  |                                       |  |
|                                           | Giovanni Giorgio I di Sassonia | Cristiano I di Sassonia                   |                                         |  |  |       |  |  |                             |  |  |                                       |  |
|                                           | Giovanni Giorgio I di Sassonia | Cristiano I di Sassonia                   |                                         |  |  |       |  |  |                             |  |  |                                       |  |
|                                           | Giovanni Giorgio I di Sassonia | Sofia di Brandeburgo                      |                                         |  |  |       |  |  |                             |  |  |                                       |  |
| Augusto di Sassonia-Weissenfels           | Giovanni Giorgio I di Sassonia |                                           |                                         |  |  |       |  |  |                             |  |  |                                       |  |
|                                           |                                | Maddalena Sibilla di Hohenzollern         | Alberto Federico di Prussia             |  |  |       |  |  |                             |  |  |                                       |  |
|                                           |                                | Maddalena Sibilla di Hohenzollern         | Alberto Federico di Prussia             |  |  |       |  |  |                             |  |  |                                       |  |
|                                           |                                | Maddalena Sibilla di Hohenzollern         | Maria Eleonora di Jülich-Kleve-Berg     |  |  |       |  |  |                             |  |  |                                       |  |
| Maddalena Sibilla di Sassonia-Weissenfels |                                | Maddalena Sibilla di Hohenzollern         |                                         |  |  |       |  |  |                             |  |  |                                       |  |
|                                           |                                | Adolfo Federico I di Meclemburgo-Schwerin | Giovanni VII di Meclemburgo-Schwerin    |  |  |       |  |  |                             |  |  |                                       |  |
|                                           |                                | Adolfo Federico I di Meclemburgo-Schwerin | Giovanni VII di Meclemburgo-Schwerin    |  |  |       |  |  |                             |  |  |                                       |  |
|                                           |                                | Adolfo Federico I di Meclemburgo-Schwerin | Sofia di Holstein-Gottorp               |  |  |       |  |  |                             |  |  |                                       |  |
| Anna Maria di Mecleburgo-Schwerin         |                                | Adolfo Federico I di Meclemburgo-Schwerin |                                         |  |  |       |  |  |                             |  |  |                                       |  |
|                                           |                                | Anna Maria della Frisia Orientale         | Enno III della Frisia orientale         |  |  |       |  |  |                             |  |  |                                       |  |
|                                           |                                | Anna Maria della Frisia Orientale         | Enno III della Frisia orientale         |  |  |       |  |  |                             |  |  |                                       |  |
|                                           |                                | Anna Maria della Frisia Orientale         | Anna di Holstein-Gottorp                |  |  |       |  |  |                             |  |  |                                       |  |
|                                           |                                | Anna Maria della Frisia Orientale         |                                         |  |  |       |  |  |                             |  |  |                                       |  |